# Aliança das Indústrias Eletrônicas

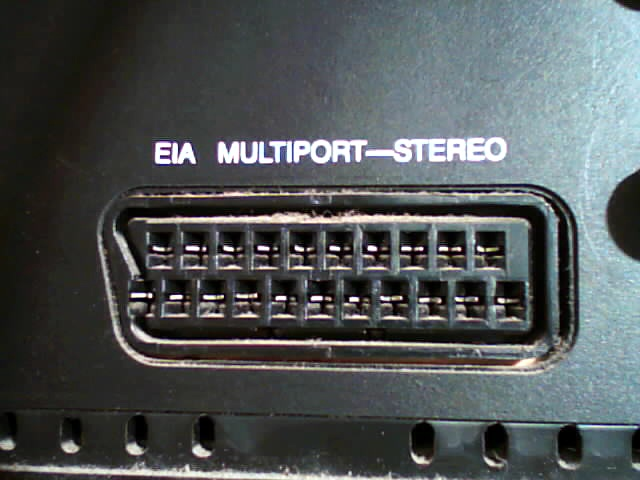
Conector SCART em um RCA Dimensia com testo EIA

A Aliança das Indústrias Eletrônicas - EIA (Electronic Industries Alliance, até 1997 Electronic Industries Association) era uma organização americana de padrões e comérico composta como uma aliança de associações comerciais para fabricantes de eletrônicos nos Estados Unidos. Eles desenvolveram padrões para garantir que os equipamentos de diferentes fabricantes fosse compatíveis e intercambiáveis. O EIA encerrou suas operações em 11 de fevereiro de 2011, mas os primeiros setores continuam a servir aos constituintes do EIA.

## História

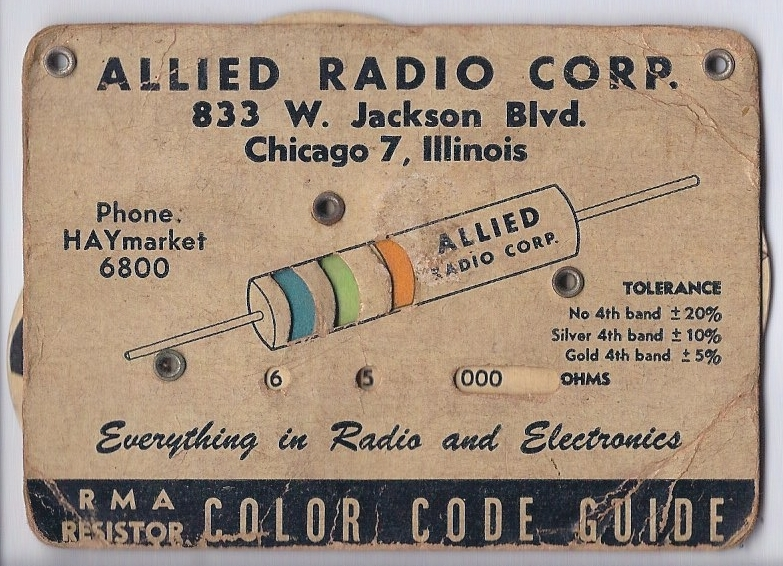
Guia do código de cores do resistor RMA, por volta de 1945–1950

Em 1924, 50 fabricantes de rádios de Chicago formaram um grupo comercial denominado Associated Radio Manufacturers. Esta organização foi projetada para controlar o licenciamento de um grande número de patentes de rádio para que cada membro pudesse ter acesso a todas as patentes relevantes necessárias para construir transmissores, antenas e receptores de rádio. Com o tempo, novas tecnologias eletrônicas trouxeram novos membros, membros não fabricantes e mudanças de nome.
Nomes em ordem cronológica:
- 1924 – Associated Radio Manufacturers
- 1924 – Radio Manufacturers Association (RMA)[2]
- 1950 – Radio Television Manufacturers Association (RTMA)
- 1953 – Radio Electronics Television Manufacturers Association (RETMA)
- 1957 – Electronic Industries Association (EIA)
- 1997 – Electronic Industries Alliance (EIA)

A sede da organização ficava em Arlington, Virginia. O EIA dividiu suas atividades nos seguintes setores:
- ECA – Electronic Components, Assemblies, Equipment & Supplies Association
- JEDEC – JEDEC Solid State Technology Association, antigo Joint Electron Device Engineering Council
- GEIA – (agora parte da TechAmerica), Government Electronics and Information Technology Association
- TIA – Telecommunications Industry Association
- CEA – Consumer Electronics Association

O EIA anunciou em 2007 que seria dissolvido em suas divisões constituintes, e as operações tranferidas logo depois. A Aliança deixou de existir formalmente em 11 de fevereiro de 2011. A EIA designou a ECA para continuar a desenvolver padrões para componentes eletrônicos de interconexão, passivos e eletromecânicos (IP&E) sob a designação ANSI de padrões EIA. Todos os demais padrões de componentes eletrônicos serão gerenciados por seus respectivos setores.
A ECA se fundiu com a National Electronic Distributors Association (NEDA) em 2011 para formar a Electronic Components Industry Association (ECIA). No entanto, a marca de padrões EIA continuará para os padrões IP&E dentro da ECIA.

## Padrões EIA
Com a alteração dos nomes do EIA, a convenção de nomenclatura dos padrões também foi adaptada. Por exemplo, um padrão que define a comunicação serial entre computadores e modems, por exemplo, foi originalmente elaborado como um padrão recomendado, portanto, o "RS" RS-232. Mais tarde, foi assumido pela EIA como EIA-232. Posteriormente, este padrão foi gerenciado pelo TIA e o nome foi alterado para o atual TIA-232. Como o EIA foi credenciado pelo ANSI para ajudar a desenvolver padrões em suas áreas, esses padrões são frequentemente descritos como (por exemplo, ANSI TIA-232 ou anteriormente como ANSI EIA/TIA-232). Como atualmente autorizado, qualquer padrão ANSI designado em ANSI EIA-xxx é desenvolvido ou gerenciado pela ECA (e, no futuro, pela ECIA).[carece de fontes?]